# 木出城
木出城（きでじょう）、または吉岡城（よしおかじょう）は、千葉県四街道市吉岡にあった日本の城。1983年（昭和58年）4月15日付けで四街道市指定史跡。

## 概要
木出城は、吉岡城とも言われ、中世に臼井氏の一族・吉岡氏が居城し、同じく四街道所縁の臼井氏一族山梨氏、蕨氏、中台氏、小名木氏らと共に千葉荘山梨郷周辺（現在の四街道市南部）を治めていたと言われている。『千学集抜粋』にも、天文19年（1550年）に行われた妙見宮の遷宮の際、千葉親胤の参詣に従った臼井の一門の中に吉岡氏、山梨氏、蕨氏が挙げられている。
旧・四街道町の教育委員会では、1971年に町内の城跡を調査して、『四街道町中世砦跡調査報告書』にまとめた。この調査のとき、木出城跡の土塁の中から五輪塔と板碑が発掘されている。板碑には「正和元年（1312年）五月十三日」などの文字が読み取れるが、施主などはわからず、千葉氏のものか臼井氏のものか、全く不明である。この板碑（吉岡木出城の正和元年板碑）は1983年（昭和58年）4月15日付けで四街道市指定有形文化財に指定されている。
同じ吉岡氏の居城と言われる福星寺館と関係の深い城である。福星寺館は谷津田を1つ越えた北約1キロメートルの地点にある。

## 構造
城跡は、半島状の台地にあり、この台地の自然地形を利用しているため、形状は平行四辺形をなしている。城跡中心部から見て裏鬼門にあたる南西部土塁上に高さ20センチメートルの木彫り神像を祀る祠があり、さらに郭外南西部に朝日神社がある。土塁や空堀は、ほぼ完全な形で残っている。

## アクセス
- 四街道駅・千城台駅より千葉内陸バス　福星寺入口下車　徒歩11分